# Пахомовка (Павлодарская область)
Пахомовка (каз. Пахомовка) — упразднённое село в Теренкольском районе Павлодарской области Казахстана. Входило в состав Жанакурлысского сельского округа. Ликвидировано в 2015 г. Код КАТО — 554847300.

## Население
В 1999 году население села составляло 74 человека (38 мужчин и 36 женщин). По данным переписи 2009 года, в селе проживало 3 человека (все мужчины).